# Giro de Lombardía 2000
El Giro de Lombardía 2000, la 94.ª edición de esta clásica ciclista, se disputó el 21 de octubre de 2000, con un recorrido de 256 km entre Varese y Bérgamo. El lituano Raimondas Rumsas consiguió en la línea de llegada. El italiano Francesco Casagrande y el sueco Niklas Axelsson acabaron segundo y tercero respectivamente.

## Clasificación final
| Posición | Ciclista             | Equipo                  | Tiempo    |
| -------- | -------------------- | ----------------------- | --------- |
| 1        | Raimondas Rumsas     | Fassa Bortolo           | 6h 18'36" |
| 2        | Francesco Casagrande | Vini Caldirola-Sidermec | m. t.     |
| 3        | Niklas Axelsson      | Panaria-Gaerne          | a 4"      |
| 4        | Beat Zberg           | Rabobank                | a 7"      |
| 5        | Michele Bartoli      | Mapei-Quick Step        | m. t.     |
| 6        | Davide Rebellin      | Liquigas-Pata           | m. t.     |
| 7        | Wladimir Belli       | Fassa Bortolo           | a 22"     |
| 8        | Massimo Codol        | Lampre-Daikin           | a 2'11"   |
| 9        | Gorazd Stangelj      | Liquigas-Pata           | a 2'57"   |
| 10       | Paolo Bettini        | Mapei-Quick Step        | a 3'35"   |